# Stor-Rödtjärnen (Björna socken, Ångermanland)
Stor-Rödtjärnen är en sjö i Örnsköldsviks kommun i Ångermanland och ingår i Gideälvens huvudavrinningsområde. Sjön har en area på 0,138 kvadratkilometer och ligger 224,6 meter över havet.

## Delavrinningsområde
Stor-Rödtjärnen ingår i det delavrinningsområde (707115-162779) som SMHI kallar för Mynnar i Angstabäcken. Medelhöjden är 288 meter över havet och ytan är 28,49 kvadratkilometer. Det finns inga avrinningsområden uppströms utan avrinningsområdet är högsta punkten. Angstabäcken som avvattnar avrinningsområdet har biflödesordning 3, vilket innebär att vattnet flödar genom totalt 3 vattendrag innan det når havet efter 70 kilometer. Avrinningsområdet består mestadels av skog (84 procent). Avrinningsområdet har 0,1 kvadratkilometer vattenytor vilket ger det en sjöprocent på 0,4 procent.